# Округ Керни (Канзас)
Округ Керни (енгл. Kearny County) је округ у америчкој савезној држави Канзас. По попису из 2010. године број становника је 3.977. Седиште округа је град Лејкин.

## Демографија
Према попису становништва из 2010. у округу је живело 3.977 становника, што је 554 (12,2%) становника мање него 2000. године.
| Група             | 2000.         | 2010.         |
| Белци             | 3.223 (71,1%) | 2.726 (68,5%) |
| Афроамериканци    | 25 (0,6%)     | 23 (0,6%)     |
| Азијати           | 14 (0,3%)     | 12 (0,3%)     |
| Хиспаноамериканци | 1.203 (26,6%) | 1.135 (28,5%) |
| Укупно            | 4.531         | 3.977         |